# 34D/Gale
La comète Gale, officiellement 34D/Gale, est une comète périodique du système solaire, découverte le 7 juin 1927 par Walter Frederick Gale. Comme le suffixe D de son numéro l'indique, elle est aujourd'hui perdue.